# Mina rarità
Rarità, pubblicato nel 1989, è una raccolta pubblicata su vinile (ORL9060) e CD (300 519-2), della cantante italiana Mina.
Questa raccolta non è inclusa nella discografia sul sito ufficiale minamazzini.com.

## Il disco
Come dice il titolo, si tratta di vere rarità per i collezionisti. Contiene 11 brani mai pubblicati prima su CD.
Il brano Sentimentale verrà inserito in Una Mina d'amore raccolta del 2004 facente parte della discografia ufficiale.

## Tracce
1. Tu senza di me (inedito su album) - 2:40 - : (Giuseppe Fanciulli-Riccardo Pazzaglia) Edizioni Accordo
2. Johnny Kiss (inedito su album) - 2:53 - : (Luigi Gelmini-Danpa(Dante Panzuti)) Edizioni Accordo
3. Aiutatemi (inedito su album) - 2:33 - : (Giuseppe Fanciulli-Aldo Locatelli) Edizioni Accordo
4. Vorrei sapere perché - 2:41 - :(Lucio Fulci-Pietro Vivarelli-Adriano Celentano-Ezio Leoni)  Tratto da Tintarella di luna 1960
5. No, non ha fine (inedito su album) - 2:51 - : (Teo Usuelli-Marcello Baldi) Edizioni Suvini Zerboni
6. Sentimentale (inedito su album) - 2:51 - : (Lelio Luttazzi) Edizioni Suvini Zerboni
7. Soltanto ieri - 3:18 - : (Leo Chiosso-Lelio Luttazzi) Tratto da Moliendo café 1962
8. Sì lo so (Heisser sand) - 2:57 - : (Werner Scharfenberger-Kurt Feltz Testo italiano: Alberto Testa-Mogol) Tratto da Stessa spiaggia, stesso mare 1963
9. Oui oui oui (inedito su album) - 2:08 - : (Hubert Giraud-Pierre Cour Testo italiano: Giuseppe Perotti "Pinchi") Edizioni Edir
10. Piangere un po' - 2:27 - : (Leo Chiosso-Umberto Prous) Tratto da Tintarella di luna 1960
11. Tutto (inedito su album) - 2:26 - : (Lelio Luttazzi-Antonio Amurri) Edizioni Cam
12. S'è fatto tardi (inedito su album) - 2:28 - : (Gianni Meccia-Lilli Greco) Edizioni Santa Cecilia
13. Quando c'incontriamo - 3:01 - : (Vittorio Buffoli-Gian Carlo Testoni) Tratto da Moliendo café 1962
14. Il tempo - 2:35 - : (Alberto Testa-Tony De Vita) Tratto da Moliendo café 1962
15. Give me a boy (inedito su album) - 2:08 - : (George Kerr-Bernie Lowe) Edizioni Southern
16. The diary (inedito su album) - 2:13 - : (Neil Sedaka-Howard Greenfield) Edizioni Neapolis
17. Le cinque della sera - 3:20 - : (Vito Pallavicini-Carlo Alberto Rossi-Enzo Bonagura) Tratto da Due note 1961